# Tom O'Folliard
Tom O'Folliard (1858 Uvalde – 19. prosince 1880 Teritorium Nové Mexiko) byl americký zločinec, nejlepší přítel zločince Billyho the Kida (vlastním jménem William H. Bonney). Roku 1878 se zúčastnil války v Lincolnském okresu. Říká se, že během bitvy byl zasažen do ramene. Byl zastřelen 19. prosince 1880 šerifem Pattem Garrettem.

## Životopis
Narodil se v roce 1858 v Uvaldu v Texasu. V roce 1877 se přestěhoval do Nového Mexika a připojil se k místnímu dobytkáři Johnu Tunstallovi. Téhož roku se také seznámil s desperátem Williamem H. Bonneyem, známým jako Billy the Kid. Roku 1878 se zúčastnil Lincolnské války.

## Smrt
Dne 19. prosince 1880 byl střelen do hrudníku šerifem Pattem Garrettem. Podle spisů O'Folliard zemřel zhruba 45 minut po střelbě. Byl pohřben na Old Fort Sumner Cemetery. Do hrobu později byli pohřbení i Charlie Bowdre a William H. Bonney.